# Pierre Dauze
Pierre Dauze, pseudonyme de Paul-Louis Dreyfus-Bing, né à Paris le 23 juin 1852 et mort à Vichy le 17 juillet 1913, est un journaliste, bibliographe et bibliophile français.

## Biographie
Il est né Paul-Louis Dreyfus, fils de Léon Dreyfus, négociant, et d'Élisa Mathilde Boumsell. Dans les années 1880, il devient conseiller au commerce extérieur.
Pierre Dauze a fondé la Revue biblio-iconographique qui est parue de 1894 à 1907 ; il y publie plusieurs articles d'histoire du livre ou de bibliophilie ; il écrit également sur ces mêmes sujets dans la revue L'Almanach du bibliophile.
En 1895, il passe commande à Paul Verlaine, afin de le soutenir financièrement, d'une série de vingt-quatre sonnets sur des thèmes bibliophiliques ; il les lui paie 10 francs chacun, et envisage une publication à tirage limité. Verlaine, très malade et peu inspiré, écrit treize sonnets (La bibliomanie ; L’arrivée du catalogue ; Les quais ; Les bibliophobes) ; il meurt en 1896. Le recueil est publié par Henri Floury en 1913 sous le titre Biblio-Sonnets. Poèmes inédits avec une préface posthume de Pierre Dauze, et illustré par Richard Ranft.
Pierre Dauze fonde en 1897 une société de bibliophilie, Les XX, formée de vingt membres ; en font partie Juliette Adam, Léon Bourgeois, Roger Marx, Roland Bonaparte, Jeanne Pouquet épouse de Gaston Arman de Caillavet. Leur objectif est « de faire tirer à un nombre d’exemplaires égal à leur nombre, fixé à vingt comme leur titre l’indique, l’édition originale d’œuvres, littéraires principalement, mais artistiques aussi, sur un papier de fil de la plus belle qualité possible, filigrané à leur marque bibliophilique, numérotés et pliés, mais non cousus, enfermés dans une chemise, contenue elle-même dans un étui ».
Pierre Dauze acquiert auprès du fils d'Alfred Le Poittevin le manuscrit des Mémoires d'un fou, la première œuvre littéraire de Gustave Flaubert restée inédite ; il publie le texte tout d'abord dans La Revue blanche en deux livraisons en décembre 1900 et février 1901, puis en volume en 1901 chez l'éditeur Henri Floury ; il rédige la préface et publie le fac-similé d'une page manuscrite ; le tirage est de 100 exemplaires sur papier japon. Le manuscrit figure dans la vente après-décès de Pierre Dauze, en mai 1914, mais sa localisation ultérieure n'est pas connue.
En 1903, il est associé avec Paul Gallimard pour la création de la société de bibliophilie Le Livre contemporain
Il est nommé en 1906 officier de la Légion d'honneur.
Sa bibliothèque est vendue aux enchères à Paris en trois vacations, en mai 1914, novembre 1917 et janvier 1918.

## Œuvres

### Sous le nom de Pierre Dauze
- Répertoire des ventes publiques cataloguées de livres, autographes, vignettes, estampes et tableaux : index biblio-iconographique, Paris, Répertoire des ventes, 1895-1901.
- Manuel de l'amateur d'éditions originales : 1800-1911, Paris, Durel, 1911, 156 p..

### Sous le nom de Paul-Louis Dreyfus-Bing
- Revue des vins et liqueurs et des produits alimentaires pour l'exportation..., vol. 14, 1890 (lire en ligne).
- Exposition internationale de Liège, 1905. Section française. Rapport sur les classes 13 et 14, librairie, éditions musicales, reliures, journaux, affiches et cartographie, Paris, Comité français des expositions à l'étranger, 1907, 17 p..
- Exposition internationale de Milan, 1906. Rapport général de la section française, Paris, Comité français des expositions à l'étranger, 1913, 724 p. ; en collaboration avec  Gustave-Roger Sandoz.